# Marx-Generator

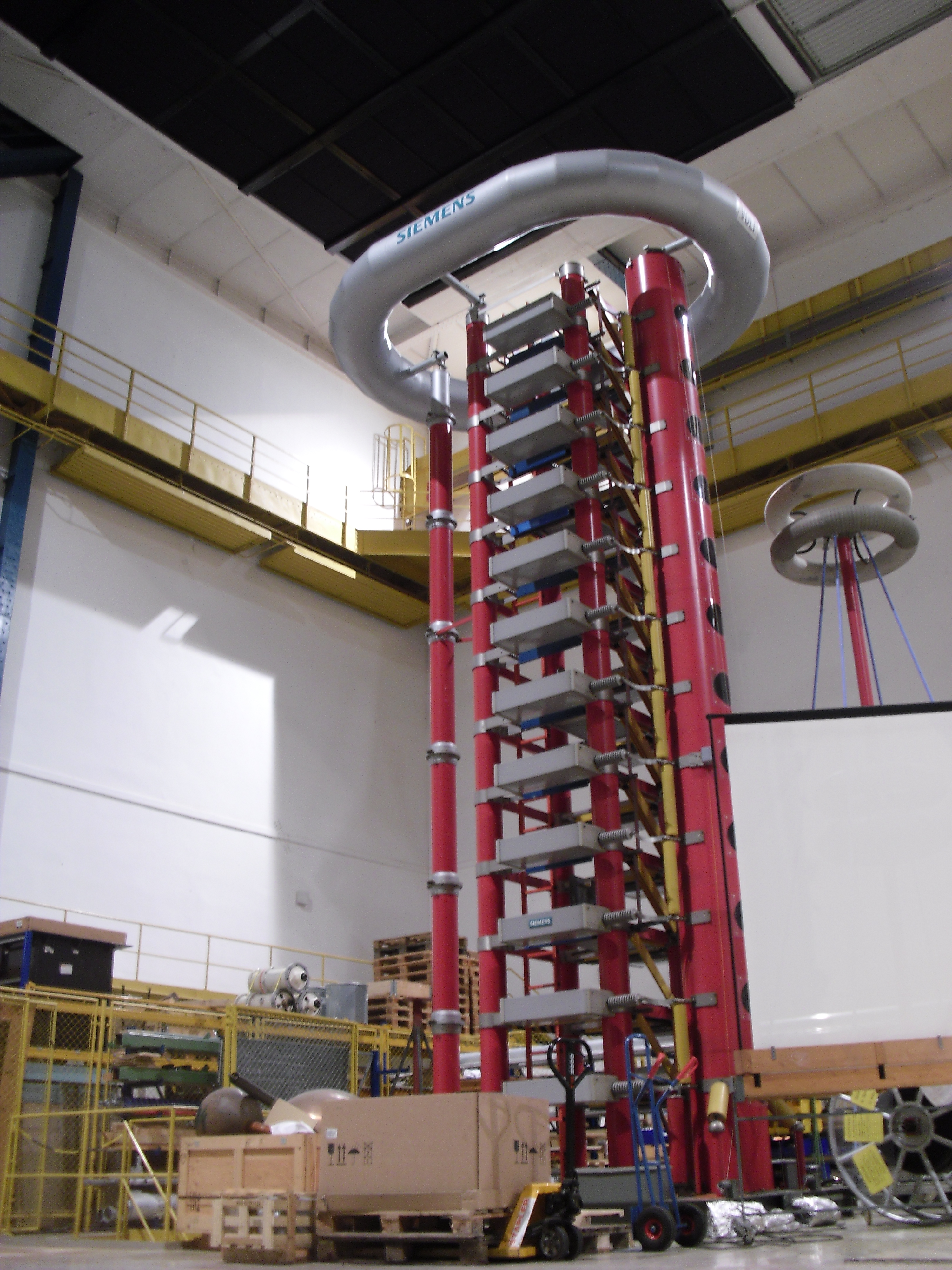
Im Aufbau befindlicher Marx-Generator in einem Hochspannungslabor

Ein Marx-Generator ist ein Impulsgenerator zur Erzeugung von kurzen Hochspannungs-Impulsen. Er ist nach dem Ingenieur Erwin Otto Marx benannt, der erstmals 1923 solche Generatoren entwickelte.
Die Hochspannungsimpulse des Marx-Generators haben wesentlich höhere Energien als die von anderen künstlichen Hochspannungsquellen (z B. Tesla-Transformatoren oder Hochspannungskaskaden). Daher führt ihre Entladung stets zu einem Funken oder einer Gasentladung.
Marx-Generatoren werden im Hochspannungslabor für Prüfzwecke und Versuche sowie zum Nachweis der Störfestigkeit in der elektromagnetischen Verträglichkeit benötigt. Weiterhin verwendet man Marx-Generatoren zur Speisung von Gaslasern, zum Beispiel Stickstofflaser.

## Funktionsweise
Marx-Generatoren basieren auf der Idee, eine große Anzahl an Kondensatoren parallel mit Gleichspannung auf die sogenannte Stufenspannung aufzuladen und diese Kondensatoren dann schlagartig in Reihe zu schalten. Bei dem Aufladen der parallelgeschalteten Kondensatoren addieren sich die einzelnen Ladeströme, bei der anschließenden Reihenschaltung addieren sich die Spannungen der einzelnen Kondensatoren. Dieser hochspannungstechnische Trick ermöglicht es, die Ladespannung und die damit einhergehenden Betriebsmittel (Ladetransformator, Gleichrichter) für deutlich geringere Spannungen zu dimensionieren als die gewünschte Impulsspannung. Während der Aufladevorgang einen verhältnismäßig langen Zeitraum beanspruchen kann (Größenordnung mehrere Sekunden bis etwa eine Minute), erfolgt die Reihenschaltung der Kondensatoren und deren Entladung über den Prüfling in extrem kurzer Zeit (Größenordnung Mikrosekunden).  Der Marx-Generator sammelt also Ladung über eine lange Zeit bei geringer Spannung, und gibt die Ladung in kurzer Zeit und bei hoher Spannung wieder ab.

### Einstufiger Stoßgenerator (Grundschaltung)
Es wird mittels einer Gleichspannungsquelle (Ladespannung) über einen Ladewiderstand (Strombegrenzung) ein Kondensator geladen. Dieser Ladevorgang dauert in der Regel relativ lange (einige zehn Sekunden). Die Spannung am Stoßkondensator folgt hierbei einer {\displaystyle e}-Funktion und erreicht je nach Ladewiderstand und Kapazität dann einen quasistationären Endwert. Eine Funkenstrecke verbindet den Kondensator mit dem Prüfling bzw. der Last. Sie ist so dimensioniert, dass sie bei der Ladespannung nicht durchschlägt – sie wird mit einer Zündelektrode zu einem frei bestimmten Zeitpunkt zum Überschlag gebracht. In diesem Augenblick bildet das Plasma des Funkens eine niederohmige Verbindung und praktisch die volle Ladespannung liegt am Prüfling an.
Für Stoßspannungsprüfungen ist der Zeitverlauf der Stoßspannung durch Normen innerhalb eines Toleranzbandes festgelegt. Zur Einhaltung eines normgerechten Stoßspannungsverlaufes sind im Vorfeld ggf. Berechnungen und Vorversuche mit reduziertem Stoßpegel nötig; dies hat seine Ursache im unterschiedlichen elektrischen Verhalten der einzelnen Prüflinge. Die Kurvenformen (Anstiegszeit und Abfallzeit des Impulses) erreicht man durch Serien- und Parallelwiderstände sowie durch eine zusätzlich zur Prüflast parallel geschaltete Kapazität.
Der Nachteil der einstufigen Stoßschaltung ist, dass am Prüfling keine höhere Spannung als die Ladespannung erzielt werden kann. Aus diesem Grund entwickelte Marx mehrstufige Stoßschaltungen, die heute unter dem Namen Marx-Generator bekannt sind.

### Mehrstufige Schaltung

Prinzipskizze des Marx-Generators: die jeweils stromführenden Verbindungen und Bauteile sind hervorgehoben

Zur Erzeugung von Impulsen höherer Spannung verwendet man eine mehrstufige Anordnung nach Marx wie in nebenstehender Abbildung dargestellt. Ein solcher Marx-Generator bildet beim Zünden eine Reihenschaltung mehrerer der oben beschriebenen Stoßstromkreise.
Über die Ladegleichspannung {\displaystyle U_{l}} werden alle {\displaystyle n} Stoßkondensatoren {\displaystyle C} gleichzeitig aufgeladen. Die Ladewiderstände {\displaystyle R_{c}} begrenzen hierbei den Ladestrom und laden zwar aufgrund ihrer Reihenschaltung nach rechts hin immer langsamer, sind jedoch bei der Zündung alle in Reihe geschaltet und müssen daher nur für die Spannung einer Stufe dimensioniert sein. Um den Ladevorgang zu verkürzen, werden für hohe Puls-Folgefrequenzen statt der Widerstände Drosseln eingesetzt.
Die Schlagweiten der Funkenstrecken {\displaystyle F_{n}} sind so gewählt, dass die Strecken bei Erreichen der maximalen Ladespannung noch nicht durchschlagen.
Sind alle Stoßkondensatoren auf ihren quasistationären Endwert der Spannung aufgeladen, erfolgt mittels einer Zündfunkenstrecke {\displaystyle F_{1}} (Triggerfunkenstrecke, siehe unten) zu einem frei wählbaren Zeitpunkt die Zündung der untersten Strecke, die daraufhin durchschlägt. An der nächsten Funkenstrecke {\displaystyle F_{2}} steht nunmehr bereits die doppelte Ladespannung an, so dass {\displaystyle F_{2}} mit Sicherheit zünden wird. Innerhalb extrem kurzer Zeit zünden nun alle Funkenstrecken des Generators und die einzelnen Stufenspannungen summieren sich zur Gesamtspannung, welche dann am Prüfling als Prüfspannung ansteht.

## Praktische Ausführung, Zündung und Betrieb

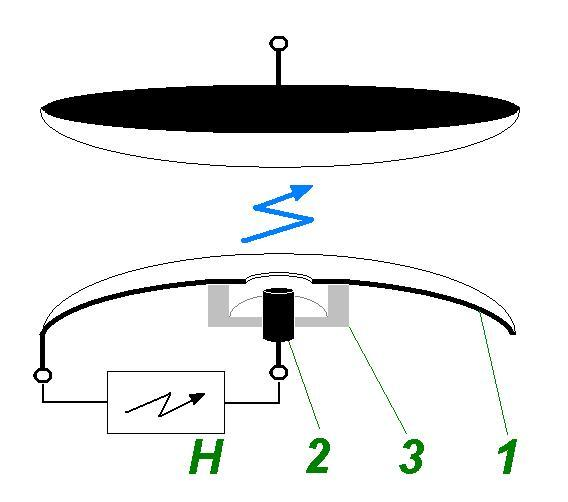
Triggerbare Schaltfunkenstrecke

Prinzipiell ist es möglich, durch die Wahl der Schlagweiten der einzelnen Funkenstrecken die Zeit bis zur Zündung und damit den Zeitpunkt des Beginns der Stoßspannung festzulegen. In der Praxis spielen jedoch die Einflüsse der Luftfeuchtigkeit, der Sauberkeit der Kugeloberflächen und von den Entladungen herrührender Metallstaub eine große Rolle, sodass der Zeitpunkt des Zündens der Funkenstrecken auf diese Weise nicht exakt vorhersehbar ist. Solche selbsttriggernde Marx-Generatoren werden daher nur dann eingesetzt, wenn die Zündzeitpunkte bzw. die Folgefrequenz der Pulse nicht ausschlaggebend sind.
Für Prüf- und Versuchszwecke möchte man den Zündzeitpunkt jedoch exakt festlegen. Hierzu werden alle Funkenstrecken im Generator so dimensioniert, dass sie bei Erreichen der quasistationären Ladespannung gerade noch nicht von selbst zünden. Die unterste Funkenstrecke ist als Trigger- oder Zündfunkenstrecke ausgebildet:
Eine Elektrode (1, siehe Bild) dieser Triggerstrecke ist mit einer Zündelektrode (2) ausgerüstet, welche gegenüber der Hauptelektrode isoliert angebracht ist. Sie wird mittels einer Keramikhülse (3) gehalten. Im Augenblick der Zündung liefert ein Hilfsgenerator H einen Hochspannungsimpuls von einigen kV an die Zündelektrode, worauf sich zwischen dieser und der Hauptelektrode ein Überschlag bildet, der die Luftstrecke zwischen den beiden Kugeln ionisiert. Die Ionisation führt innerhalb kurzer Zeit (10 bis einige 100 ns) zum Durchschlag der Zündfunkenstrecke, was das Durchzünden aller anderen Funkenstrecken des Marx-Generators zur Folge hat. Dabei ist hilfreich, wenn die Funkenstrecken sich optisch sehen können, denn das von einer Funkenstrecke ausgesendete Ultraviolett vermindert die Spannungsfestigkeit der anderen Funkenstrecken und es wird sicheres, fast gleichzeitiges Zünden erreicht.
Ein industriell eingesetzter, selbsttriggernder Marx-Generator für Dauerbetrieb hat zum Beispiel folgende Merkmale:
- Laden der Kondensatoren über Drosseln
- Sauerstofffreies Inertgas mit Gasaustausch, Druckregelung, Kühlung und Filterung
- Schaltfunken-Elektroden aus Kupfer-Wolfram-Sintermetall,
- Ausgangsspannung ca. 360 kV
- Impulsstrom ca. 8 kA
- Pulsfolgefrequenz 20 … 30 Hz

Die EMP-Testeinrichtung ATLAS-I enthält zwei zueinander gegenpolige, synchron gezündete Marx-Generatoren mit je 50 Stufen und einer Ladespannung von 100 kV. Damit können ±5 MV erzeugt werden, die mittels Transmission Lines und Antennen einen elektromagnetischen Impuls mit 200 GW Spitzenleistung generieren. Nach beträgt die Energie 200 kJ, woraus sich eine Impulsdauer von ca. 1 µs ergibt.

## Anwendungen
Marx-Generatoren sind in der Lage, elektrische Impulse sehr hoher Leistung (mehrere Megavolt, Ströme im zweistelligen Kiloampere-Bereich) zu erzeugen. Sie sind damit die einzigen Geräte, die die Parameter von Blitzen annähernd simulieren können.

### Prüfzwecke

#### Energienetz

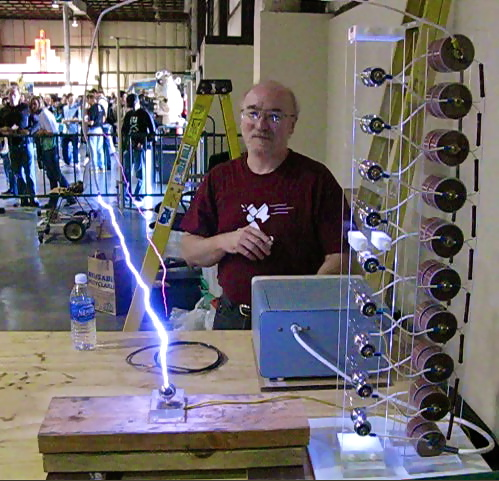
Rechts im Bild Marx-Generator mit Kugelfunkenstrecken, scheibenförmigen Kondensatoren und stabförmigen Ladewiderständen (ganz rechts am Bildrand)

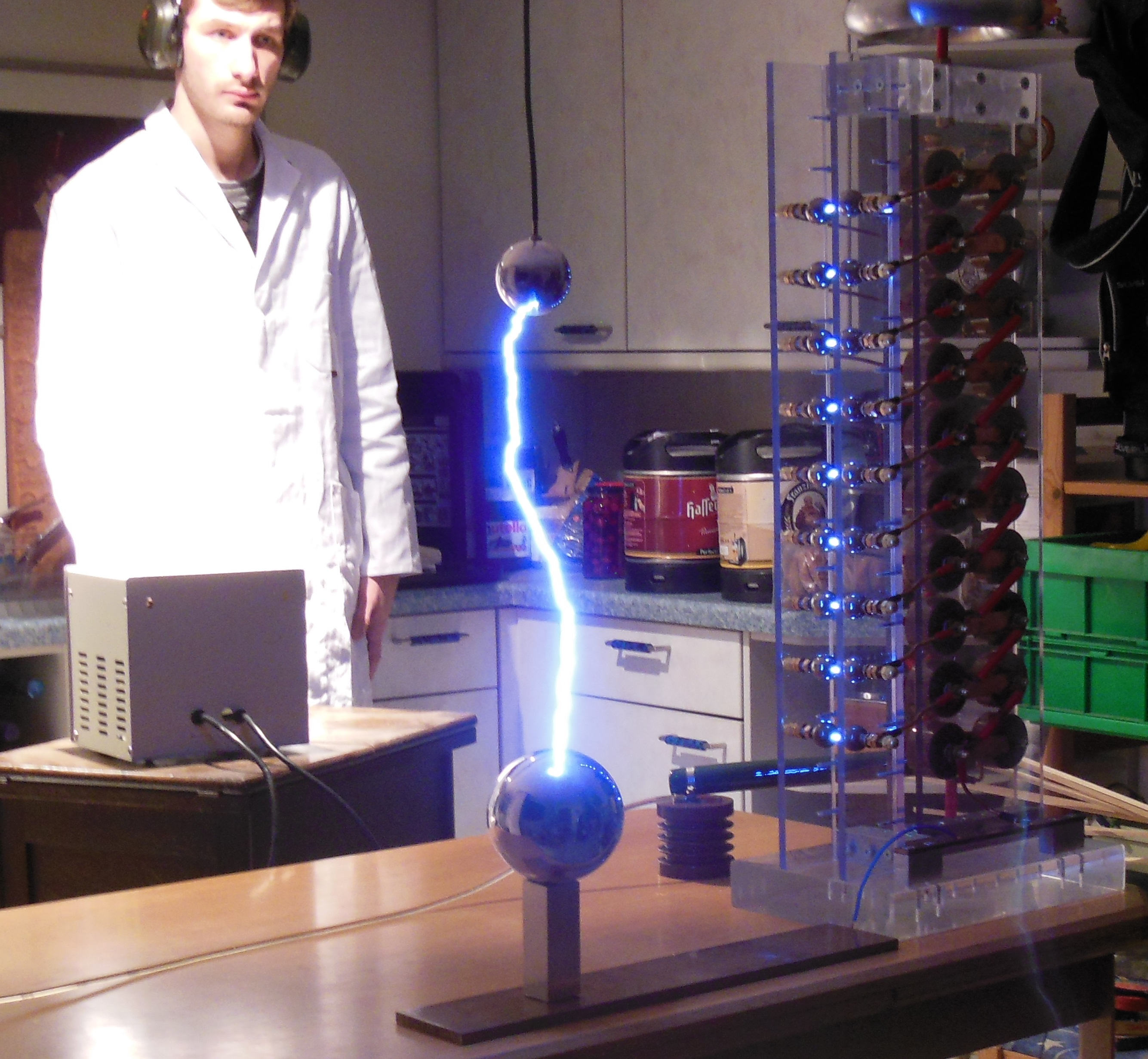
Zehnstufiger Marx-Generator; in Bildmitte die Hauptentladung, rechts die 9 Schaltfunkenstrecken und daneben die scheibenförmigen Kondensatoren

Hochspannungstechnische Betriebsmittel müssen den in der Praxis auftretenden Überspannungen standhalten. Man unterscheidet Überspannungen, welche durch direkte oder indirekte Blitzschläge im Energienetz auftreten können (Blitzstoßspannung oder äußere Überspannung) und solche, die durch das Ausführen von Schalthandlungen im Hochspannungsnetz auftreten (innere Überspannungen). Zünden während des Anstehens der transienten Überspannung Überspannungsableiter, so liegt aufgrund der hochfrequenten Anteile im Spannungsverlauf eine besondere Belastung für das Betriebsmittel vor, man spricht von einer abgeschnittenen Stoßspannung.
Um die Betriebsmittel hinsichtlich ihres Verhaltens bei Auftreten solcher transienter Netzüberspannungen zu testen, werden sie genormten Hochspannungsimpulsen ausgesetzt, welche mit Marx-Generatoren erzeugt werden.

#### EMV
Die Elektromagnetische Verträglichkeit von Geräten (Flugzeuge, Wehrtechnik) hinsichtlich Blitzschlag und EMP-Waffen wird unter anderem mit Marx-Generatoren oder mit von solchen gespeisten Impulsgeneratoren für elektromagnetische Strahlung getestet.

### Wissenschaft und Technik
Marx-Generatoren sind für folgende Zwecke einsetzbar:
- Speisung von Impuls-Gaslasern und TEA-Lasern: Impuls-Kohlendioxidlaser und Stickstofflaser, transversal angeregt
- Speisung von Impuls-Magnetrons
- Erzeugung von harten Röntgenimpulsen
- Erzeugung dichter heißer Plasmen
- Erzeugung von Pulsed Electric Fields als Konservierungsverfahren in der Lebensmittelindustrie[6]
- Untersuchung der Vorgänge bei Blitzeinschlägen